# Rixensart
Rixensart (vallonska Ricsinsåt) är en kommun i den franskspråkiga provinsen Vallonska Brabant i Belgien. Den består av de tre ortsdelarna Genval, Rixensart och Rosières.
Rixensart har sex vänorter: 
1. Le Touquet (Frankrike)
2. Winterberg (Tyskland)
3. Birstall (England)
4. Poperinge (Flandern/Belgien)
5. Bradu (Rumänien)
6. Ruhondo (Rwanda)

## Externa länkar

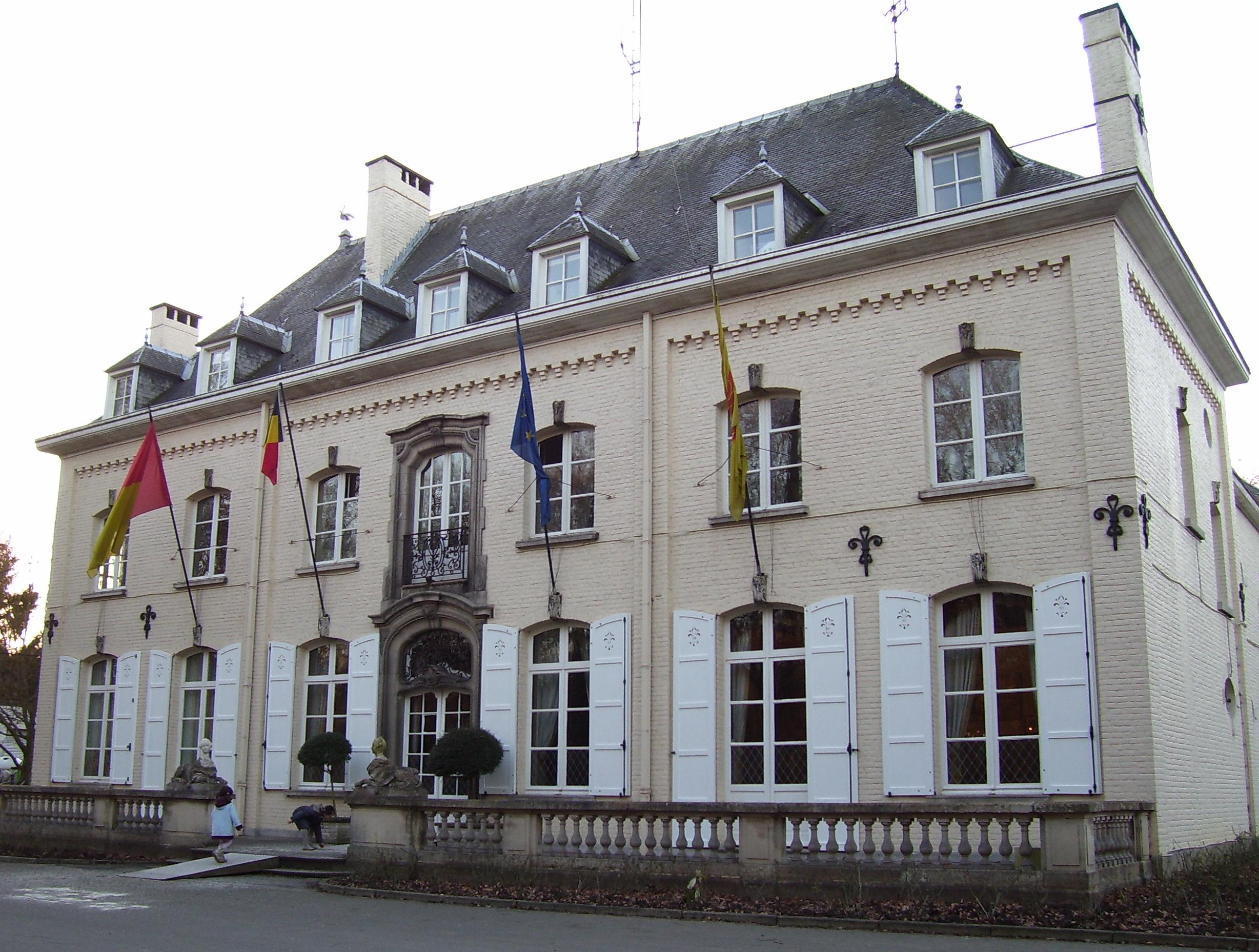
Rådhuset i Rixensart